# Brigitte Wujak

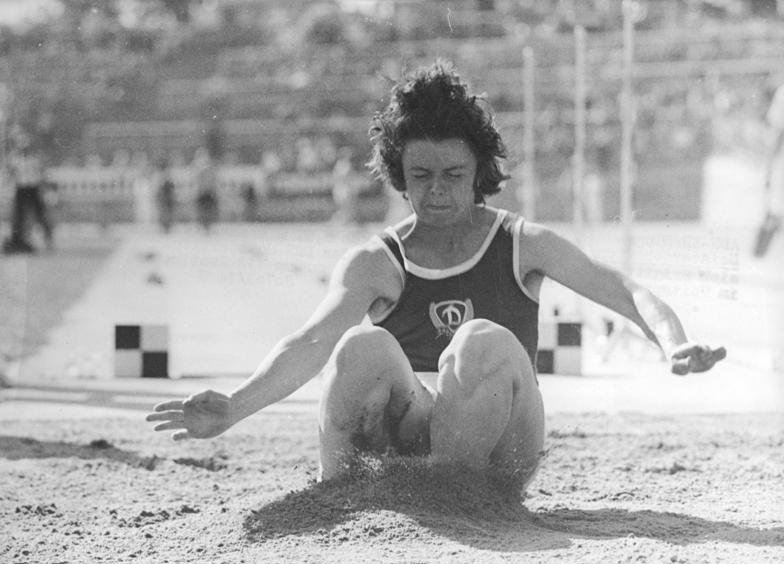
Brigitte Künzel gewinnt 1977 die DDR-Meisterschaft.

Brigitte Wujak (* 6. März 1955 in Karl-Marx-Stadt als Brigitte Künzel) ist eine ehemalige DDR-Leichtathletin, die bei den Olympischen Spielen 1980 die Silbermedaille im Weitsprung gewann.

## Werdegang
Sie wurde 1977 DDR-Meisterin und gewann beim Europacup. In Prag wurde sie bei den Europameisterschaften 1978 Vierte. Im Jahr darauf gewann sie erneut beim Europacup. 1980 wurde Wujak DDR-Meisterin in der Halle und gewann bei den Olympischen Spielen in Moskau Silber (6,88-6,68-6,81-6,87-6,81-7,04 m). Mit ihrer Weite von 7,04 m war sie die erste Deutsche, die die 7-Meter-Marke übertraf.
1981 wurde sie Mutter einer Tochter. Danach startete sie bei den Europameisterschaften 1982 in Athen, wo sie verletzungsbedingt nur Zehnte wurde (6,47 m). Sie beendete 1984 ihre Sportlerlaufbahn und wurde 1986 Mutter einer zweiten Tochter. 
Sie startete für den SC Dynamo Berlin und trainierte bei Karl Thierfelder. In ihrer Wettkampfzeit war sie 1,70 m groß und wog 58 kg. In den nach der Wende öffentlich gewordenen Unterlagen zum Staatsdoping in der DDR fand sich bei den gedopten Sportlerinnen auch der Name von Wujak.
Die diplomierte Lehrerin arbeitet beim Bundesgrenzschutz (jetzt Bundespolizei) in Berlin. Seit dem Jahr 2002 heißt sie mit Familiennamen Pretzschner.
1980 wurde Brigitte Wujak mit dem Vaterländischen Verdienstorden in Bronze ausgezeichnet.